# Liste der Bodendenkmale in Joachimsthal
Die Liste der Bodendenkmale in Joachimsthal enthält alle Bodendenkmale der brandenburgischen Gemeinde Joachimsthal und ihrer Ortsteile auf der Grundlage der Landesdenkmalliste vom 31. Dezember 2021.
Die Baudenkmale sind in der Liste der Baudenkmale in Joachimsthal aufgeführt.
| Gemarkung                             | Flur               | Kurzansprache                                                                      | Bodendenkmalnummer | Bemerkung | Bild |
| ------------------------------------- | ------------------ | ---------------------------------------------------------------------------------- | ------------------ | --------- | ---- |
| Friedrichswalde, Joachimsthal (Lage)  | 4, 33              | Rast- und Werkplatz Mesolithikum                                                   | 40182              |           |      |
| Friedrichswalde, Joachimsthal (Lage)  | 4, 33              | Siedlung Steinzeit                                                                 | 40186              |           |      |
| Friedrichswalde, Joachimsthal (Lage)  | 4, 33              | Rast- und Werkplatz Mesolithikum                                                   | 40188              |           |      |
| Joachimsthal (Lage)                   | 8, 13              | Rast- und Werkplatz Mesolithikum, Siedlung Neolithikum                             | 40254              |           |      |
| Joachimsthal (Lage)                   | 12, 13             | Siedlung Neolithikum, Einzelfund deutsches Mittelalter                             | 40255              |           |      |
| Joachimsthal (Lage)                   | 3                  | Siedlung Steinzeit                                                                 | 40256              |           |      |
| Joachimsthal (Lage)                   | 16, 17, 18, 19, 21 | Siedlung Bronzezeit, Altstadt Neuzeit, Glashütte Neuzeit                           | 40258              |           |      |
| Joachimsthal (Lage)                   | 8                  | Siedlung Steinzeit                                                                 | 40259              |           |      |
| Joachimsthal (Lage)                   | 33                 | Rast- und Werkplatz Mesolithikum                                                   | 40387              |           |      |
| Joachimsthal (Lage)                   | 8, 17, 19, 20,     | Siedlung Neuzeit, Glashütte Neuzeit, Schloss Neuzeit, Burg Mittelalter             | 40760              |           |      |
| Joachimsthal (Lage)                   | 9, 26              | Künstliches Gewässer Neuzeit                                                       | 40795              |           |      |
| Joachimsthal (Lage)                   | 26                 | Siedlung Neuzeit                                                                   | 40796              |           |      |
| Joachimsthal, Neugrimnitz (Lage)      | 8, 2               | Siedlung Urgeschichte                                                              | 40334              |           |      |
| Joachimsthal, Neugrimnitz (Lage)      | 8, 10 ,2           | Siedlung Bronzezeit                                                                | 40335              |           |      |
| Joachimsthal, Schorfheide (Jo) (Lage) | 9, 7               | Mühle Neuzeit, Künstliches Gewässer Neuzeit                                        | 40761              |           |      |
| Schorfheide (Jo) (Lage)               | 13                 | Turmhügel deutsches Mittelalter                                                    | 40002              |           |      |
| Lichterfelde, Schorfheide (Jo) (Lage) | 13                 | Hügelgräberfeld Urgeschichte                                                       | 40003              |           |      |
| Schorfheide (Jo) (Lage)               | 7                  | Siedlung slawisches Mittelalter                                                    | 40004              |           |      |
| Schorfheide (Jo) (Lage)               | 10                 | Gräberfeld Bronzezeit                                                              | 40005              |           |      |
| Schorfheide (Jo) (Lage)               | 7, 10              | Siedlung Urgeschichte, Siedlung Bronzezeit                                         | 40007              |           |      |
| Schorfheide (Jo) (Lage)               | 5, 12              | Siedlung Urgeschichte, Siedlung Neolithikum                                        | 40008              |           |      |
| Schorfheide (Jo) (Lage)               | 6, 13              | Siedlung Urgeschichte, Siedlung Bronzezeit, Siedlung slawisches Mittelalter        | 40009              |           |      |
| Schorfheide (Jo) (Lage)               | 6                  | Gräberfeld Bronzezeit, Hort Bronzezeit                                             | 40010              |           |      |
| Schorfheide (Jo) (Lage)               | 6, 13              | Siedlung Urgeschichte, Siedlung Bronzezeit                                         | 40011              |           |      |
| Schorfheide (Jo) (Lage)               | 12                 | Wasserfahrzeug Neuzeit                                                             | 40012              |           |      |
| Schorfheide (Jo) (Lage)               | 7                  | Siedlung Steinzeit                                                                 | 40013              |           |      |
| Schorfheide (Jo) (Lage)               | 12                 | Wasserfahrzeug Neuzeit                                                             | 40014              |           |      |
| Schorfheide (Jo) (Lage)               | 6, 17              | Siedlung Bronzezeit, Siedlung slawisches Mittelalter, Siedlung römische Kaiserzeit | 40140              |           |      |
| Schorfheide (Jo) (Lage)               | 6, 13              | Siedlung Neolithikum, Siedlung Bronzezeit                                          | 40141              |           |      |
| Schorfheide (Jo) (Lage)               | 3                  | Gräberfeld Eisenzeit                                                               | 40261              |           |      |
| Schorfheide (Jo) (Lage)               | 6,13               | Siedlung slawisches Mittelalter                                                    | 40402              |           |      |
| Schorfheide (Jo) (Lage)               | 13                 | Wasserfahrzeug Neuzeit                                                             | 40599              |           |      |
| Schorfheide (Jo) (Lage)               | 13                 | Wasserfahrzeug Neuzeit                                                             | 40756              |           |      |
| Schorfheide (Jo) (Lage)               | 17                 | Wasserfahrzeug Neuzeit                                                             | 40757              |           |      |
| Schorfheide (Jo) (Lage)               | 1, 12              | Siedlung deutsches Mittelalter                                                     | 40799              |           |      |
| Schorfheide (Jo) (Lage)               | 13                 | Einzelfund slawisches Mittelalter, Einzelfund deutsches Mittelalter                | 40809              |           |      |
| Schorfheide (Jo) (Lage)               | 13                 | Wasserfahrzeug Neuzeit                                                             | 40810              |           |      |